# Asterisk Gateway Interface
AGI (от англ. Asterisk Gateway Interface — «шлюзовой интерфейс Asterisk») — это инструментарий для запуска программ, написанных практически на любом языке программирования, из плана нумерации сервера IP-телефонной станции Asterisk.
Связь между программой и сервером Asterisk осуществляется стандартными потоками ввода и вывода.
Как правило, сценарии AGI используются для реализации расширенной логики, соединения с реляционными базами данных и доступа к другим внешним ресурсам. Передача управления внешнему сценарию AGI позволяет Asterisk без труда реализовать задачи, выполнение которых в противном случае было бы сложным или невозможным. Наиболее часто AGI используется для написания сложных систем IVR.

## Программные интерфесы
Существует множество библиотек, значительно упрощающих процесс написания сценариев AGI.
Наиболее интересные из них:
1. phpagi
2. Perl AGI Library
3. CAGI
4. NanoAGI
5. PyST

## Пример использования
Пример для NanoAGI
```
  
#include
 
"src/agi.H"

  
int
 
main
()

  
{

     
AGI
 
agi
;

     
if
(

       
agi
.
cmd
(
"stream file hello-world 0"
)

     
<
 
0
)

     
{

       
// cerr << agi.err;

       
return
 
-1
;

     
}

     
agi
.
cmd
(
"hangup"
);

     
return
 
0
;

  
}

```

Скомпилированый бинарный файл необходимо поместить в каталог ${astagidir}.
Затем добавить в ${astetcdir}/extensions.conf следующую строку и перезагрузить план нумерации:
```
 exten => _100,1,AGI(script)
```